# Sarcopera flammifera
Sarcopera flammifera är en tvåhjärtbladig växtart som beskrevs av A.C. de Roon och H.G. Bedell. Sarcopera flammifera ingår i släktet Sarcopera och familjen Marcgraviaceae. Inga underarter finns listade i Catalogue of Life.